# César Budan de Russé
Pour les articles homonymes, voir De Russé.
César Budan de Russé, né le 13 décembre 1787 à Saumur (Maine-et-Loire) et mort le 16 février 1853 à Tours (Indre-et-Loire), est un militaire français du XIXe siècle, général de brigade, qui fut commandant de l'école royale de Cavalerie de Saumur.

## Biographie
Gustave Chaix d'Est-Ange écrit que la famille Budan de Russé appartenait à la haute bourgeoisie de Saumur dès la première moitié du XVIIe siècle. Dès lors cette famille fut composée de trois branches dont les deux dernières exercèrent dans la deuxième moitié du XVIIIe siècle, l'une une charge anoblissante, l'autre un office anoblissant. César Budan de Russé est le fils de Julien Mathurin, maire de Saumur en 1821, et de Marie Henriette Drouin. Il est admis à l'école militaire de Fontainebleau en l'an XIII, il en sortit comme sous-lieutenant le 23 septembre 1806, et passa dans le 14e régiment des chasseurs à cheval qu'il rejoignit en Italie. Il fit avec ce régiment toutes les campagnes de l'Empire jusqu'en 1814, et fut blessé grièvement à la bataille de Vitoria.
Après le licenciement de l'armée, en 1815, il entra dans les hussards de la garde royale comme capitaine, commandant un escadron ; il ne quitta ce corps qu'à son licenciement, en 1830.
Rappelé au service en 1833, comme lieutenant-colonel, il a été nommé colonel du 7e dragons le 14 avril 1835.
Le 14 avril 1844, il a été promu au grade de général de brigade, et l'année suivante, le voit nommer commandant de l'école royale de Cavalerie de Saumur.
César Budan de Russé était commandeur de la Légion d'honneur et chevalier de l'ordre de Saint-Louis.
Il mourut à Tours (Indre-et-Loire) le 16 février 1853.

### Vie familiale
Il épousa Augusta de Quinemont, sœur du marquis Arthur de Quinemont. Ils eurent :
- Julienne (1822-1899), épouse de Gabriel Colas des Francs, président du Tribunal civil de Tours ;
- Fernand (1824-1906), officier de hussards, marié à Marie Thibault de La Carte de La Ferté-Sénectère (petite-fille de Henri-François Thibault de la Carte de la Ferté-Sénectère), puis à Anne Augustine Frotier de La Messelière.

### Sources
- « César Budan de Russé », dans Charles Mullié, Biographie des célébrités militaires des armées de terre et de mer de 1789 à 1850, 1852 [détail de l’édition]
- Germain Sarrut, Biographie des hommes du jour, Volume 4, 1838
- Gustave Chaix d'Est-Ange, Dictionnaire des familles françaises anciennes ou notables à la fin du XIXe siècle, tome 7, pages 348 à 350 Budan de Russé